# تاريخ البريد والطوابع في أوكرانيا
تاريخ البريد والطوابع في أوكرانيا، إن أوكرانيا هي جمهورية تقع في أوروبا الشرقية. يحدها روسيا من الشرق؛ وبيلاروس من الشمال؛ وبولندا وسلوفاكيا والمجر من الغرب؛ ورومانيا ومولدوفا من الجنوب الغربي؛ والبحر الأسود وبحر آزوف من الجنوب. بعد عقود من الاحتلال السوفييتي، استعادت أوكرانيا استقلالها في عام 1991. مدينة كييف هي عاصمة أوكرانيا وأكبر مدنها.

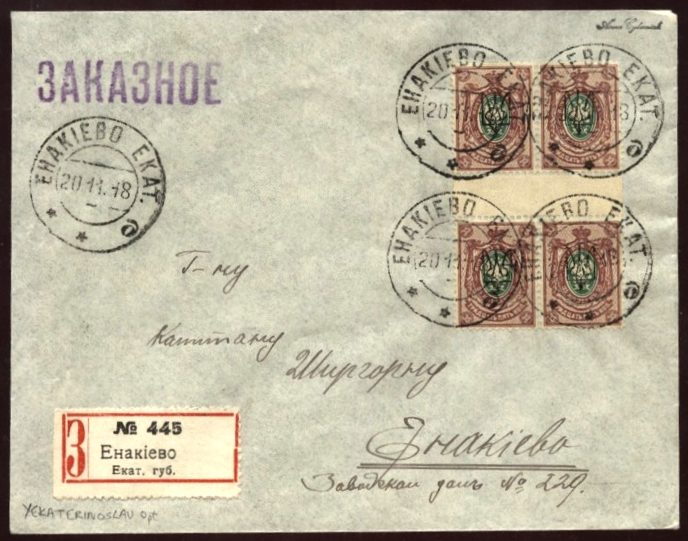
غلاف يعود لعام 1918 يحمل طوابع روسية ختم عليها رمز (رمح ثلاثي الرؤوس) الأوكراني

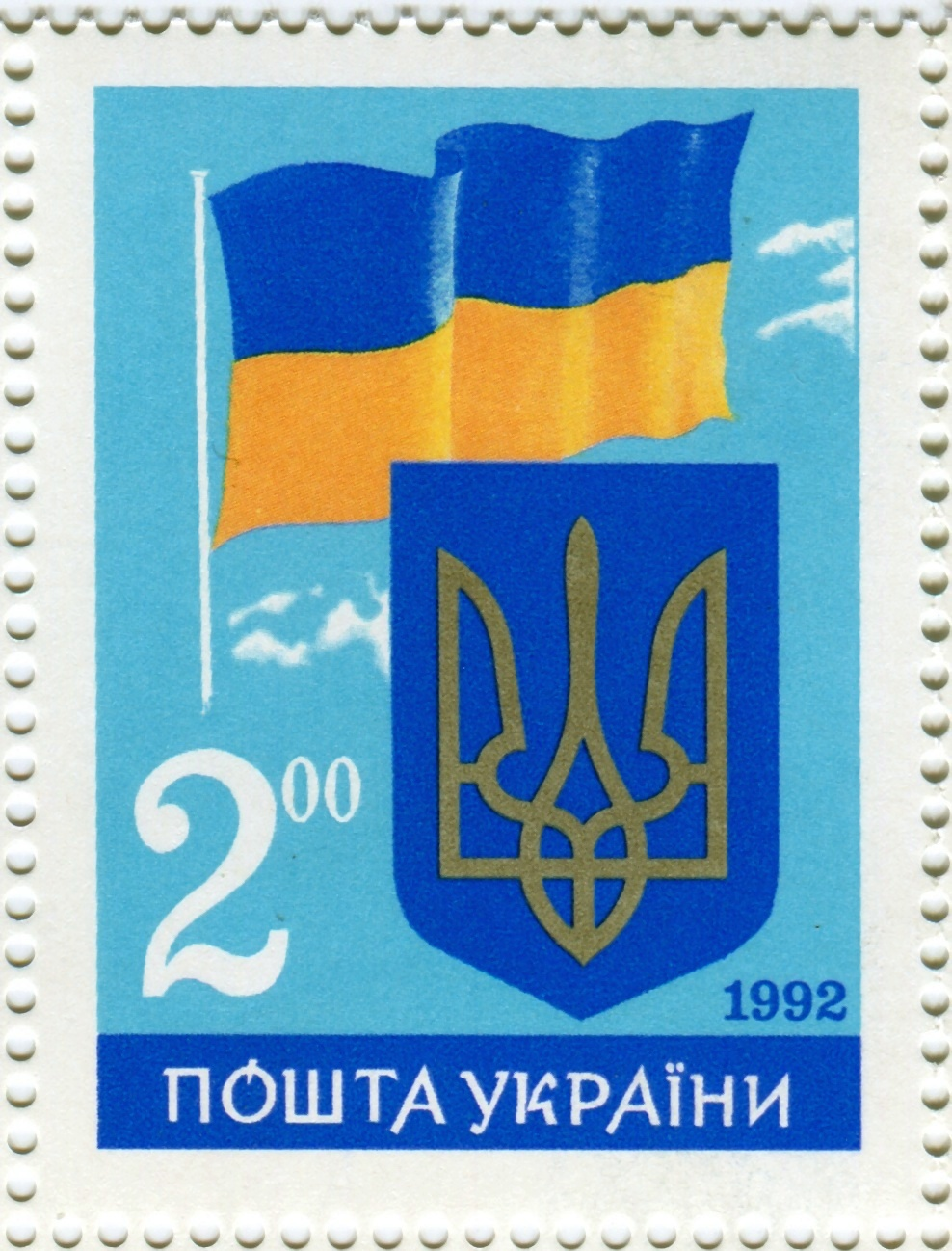
طابع حديث لأوكرانيا، يُظهر الرمح الثلاثي الأوكراني والعلم الأوكراني

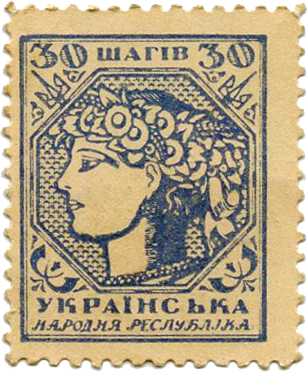
طابع بريدي من فئة الثلاثين شاه لجمهورية أوكرانيا الشعبية (1918). ترمز صورة المرأة الشابة في الطابع إلى الأمة الأوكرانية الشابة.

صمم الفنان أنطون سيريدا عدة إصدارات طوابع بريدية من فئة 10 و20 شاه لجمهورية أوكرانيا الشعبية، وصمم طوابع الـ30 و40 و50 شاه الفنان هورهي ناربوت، وهو فنان جرافيك بارع ورئيس الأكاديمية الأوكرانية للفنون في كييف.

## طوابع زيمستفو
أُصدر حوالي 800 طابع زمستفو روسي في أوكرانيا بين عامي 1866 و1917 في 39 موقعاً. أُصدرت الطوابع الأولى في فيرخنودنيبروفسك، كاترينوسلاف غوبرنيا، وفي دنيبروفسك، توريديا غوبرنيا - وكلاهما يقع الآن في منطقة دنيبروبتروفسك أوبلاست.

## جمهورية أوكرانيا الشعبية
في عام 1918 تأسست جمهورية أوكرانيا الشعبية المستقلة وأُصدرت سلسلة من خمسة طوابع نهائية. طُبعت الطوابع غير مثقوبة على ورق رقيق ثم طُبعت على ورق أكثر سمكاً مع ثقوب. ولقد صمم الفنان أنطون سيريدا طوابع ال10 و20 شاه، وصمم الفنان هورهي ناربوت، وهو فنان غرافيكي بارع ورئيس الأكاديمية الأوكرانية للفنون في كييف، طوابع ال30 و40 و50 شاه.

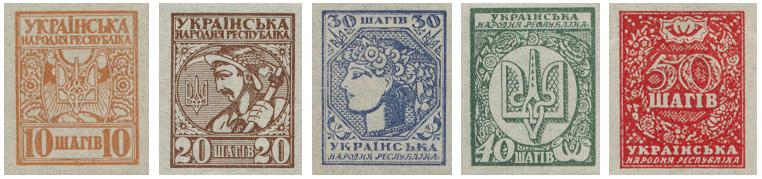
صمم هذا العدد من الطوابع الصادرة عام 1918 فنانا الجرافيك أنطون سيريدا وهورهي ناربوت.

### السلسلة غير الصادرة عام 1921 (إصدار فيينا)
أربعة عشر تصميمًا أصليًا شائعًا جدًا.

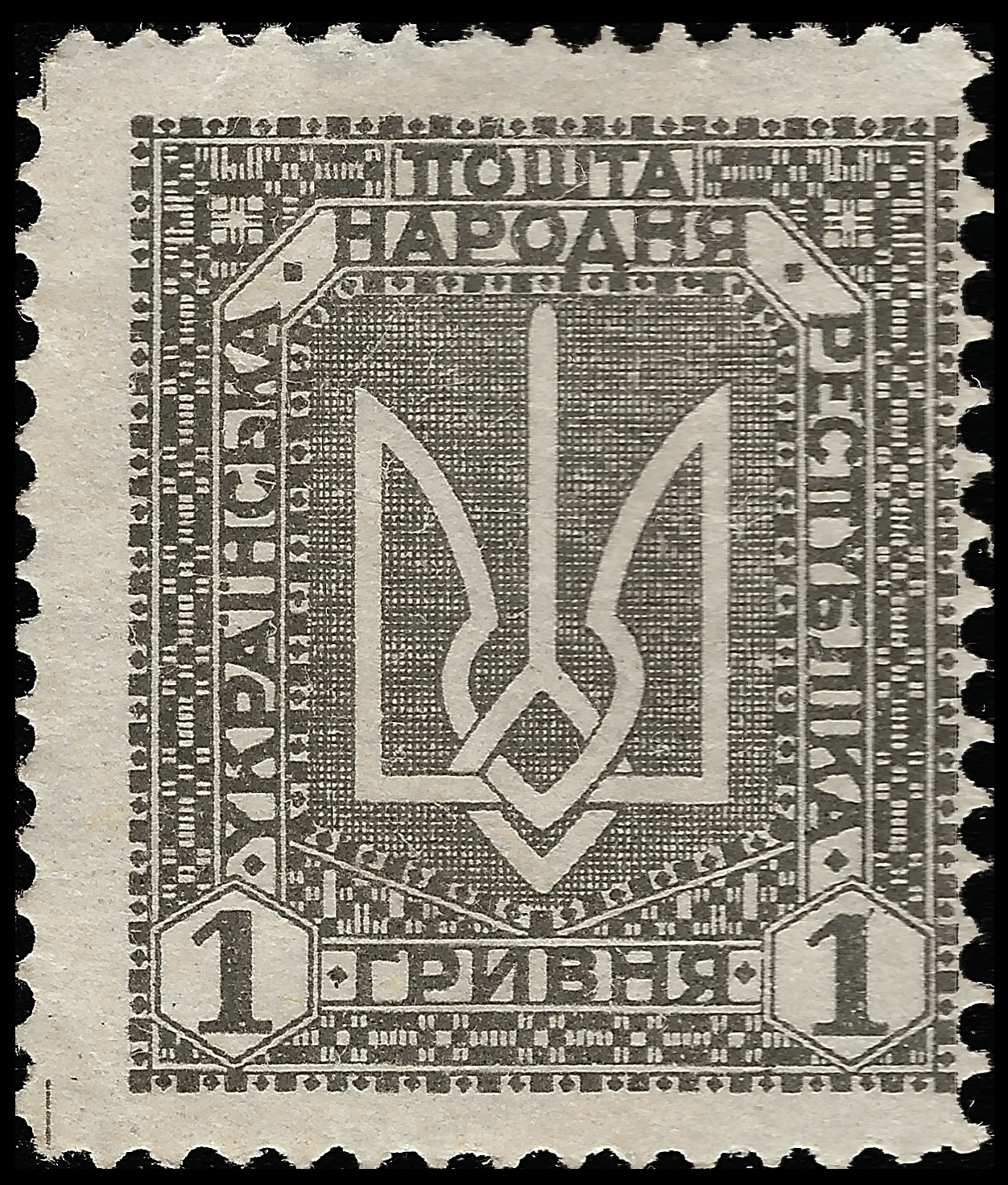
طابع بريدي لجمهورية أوكرانيا الشعبية، 1920.
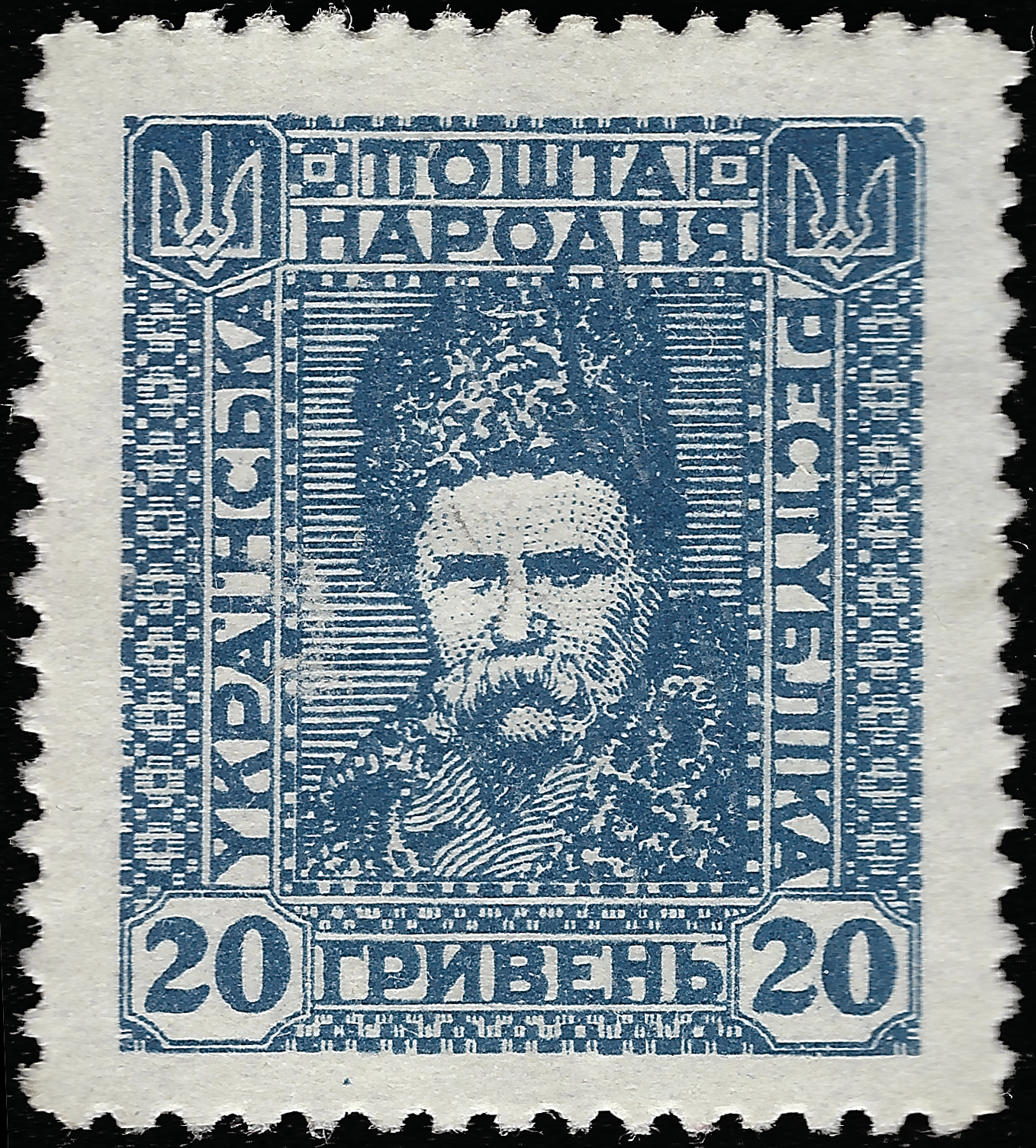
طابع بريدي لجمهورية أوكرانيا الشعبية، 1920.
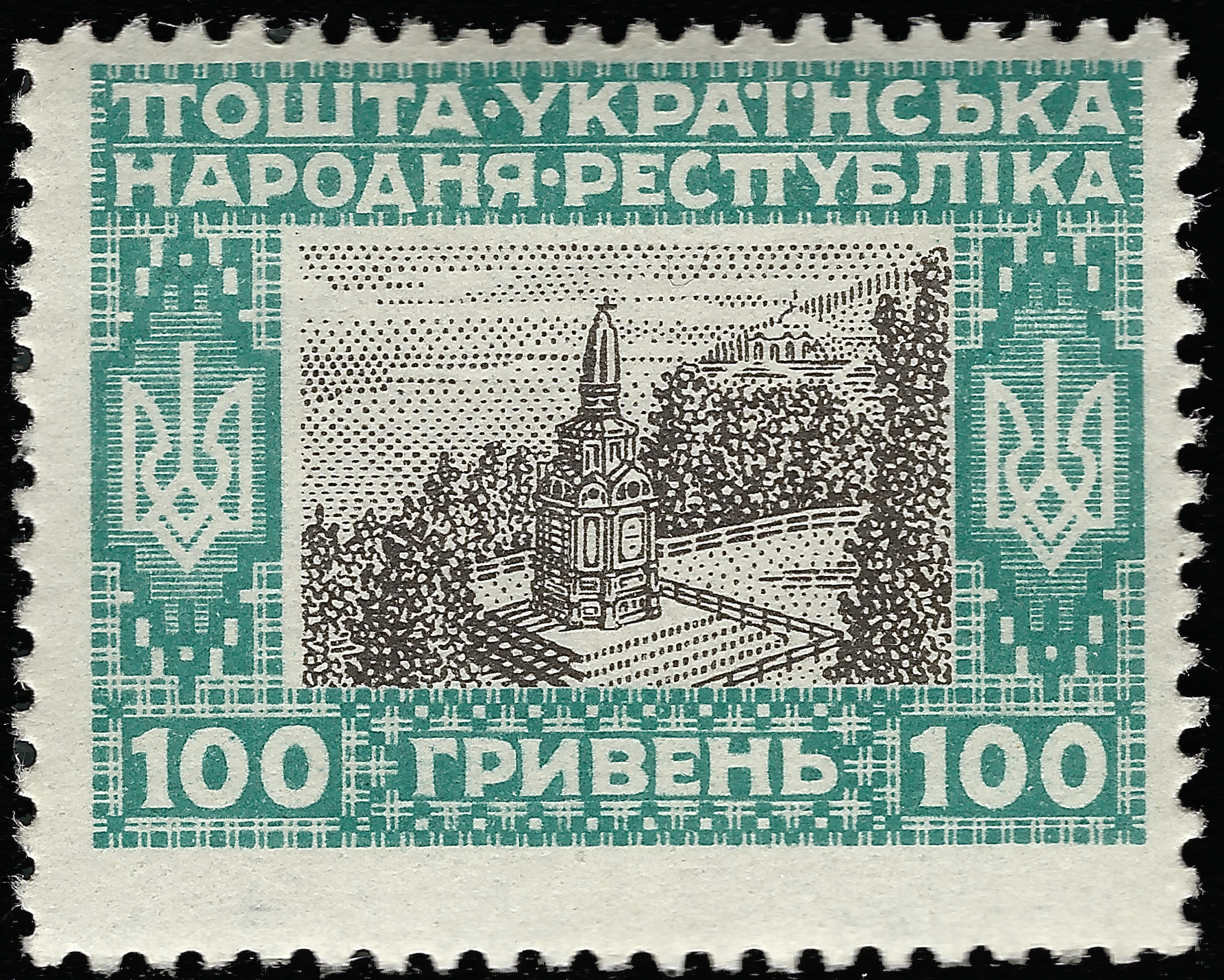
طابع بريدي لجمهورية أوكرانيا الشعبية، 1920

## سلسلة ترايدنت
في عام 1918، طُبعت الطوابع بطباعة فوقية على طوابع البريد الروسية ذات رمز (رمح ثلاثي الشعب) لاستخدامها في كييف وأوديسا وييكاتيرينوسلافكا وخاركيف وبولتافا وبودوليا وخيرسون. وتوجد هناك المئات من الطوابع المختلفة مع العديد من أنواع الطباعة الفوقية (ختم فوق الطابع). وحصل تزوير للطوابع على نطاق واسع وقتها.

## جمهورية أوكرانيا الغربية الوطنية
في عامي 1918 و1919، كانت غاليسيا الشرقية تتمتع بحكم ذاتي داخلي باسم جمهورية أوكرانيا الغربية الوطنية. طُبعت اختام فوق طوابع البريد النمساوية لاستخدامها في المنطقة.

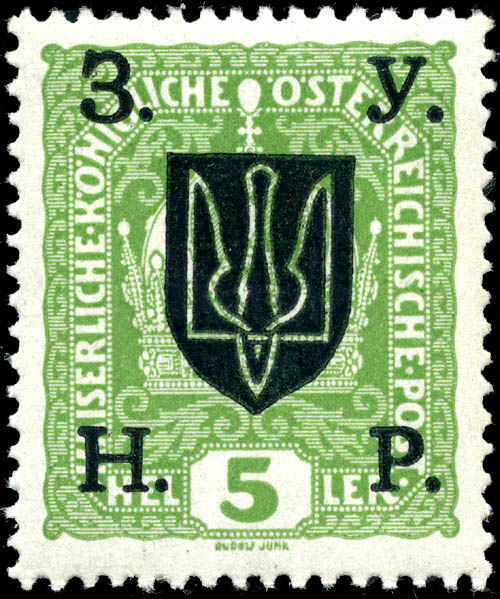
طابع نمساوي طُبع فوقهٌ ختم أوكراني لاستخدامه في جمهورية أوكرانيا الغربية الوطنية، طبع في عام 1919

## الجمهورية السوفيتية

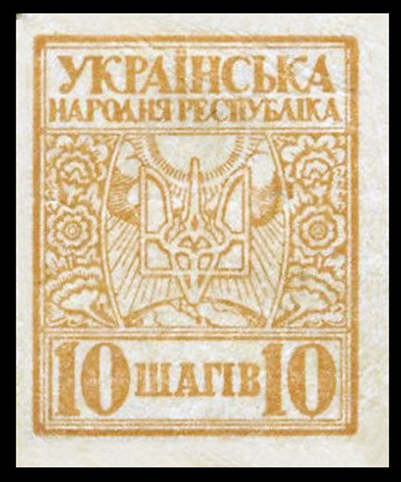
طابع الجمهورية الشعبية الأوكرانية، 1918. المصمم أنطون سيريدا

أُعلنت الجمهورية الأوكرانية السوفيتية في 14 مارس 1919، وأُصدرت مجموعة من الطوابع البريدية للإغاثة من المجاعة في عام 1923. واستعملت أوكرانيا طوابع الاتحاد السوفياتي بعد ذلك حتى نهاية عام 1991، باستثناء ما صدر أثناء الحرب العالمية الثانية.

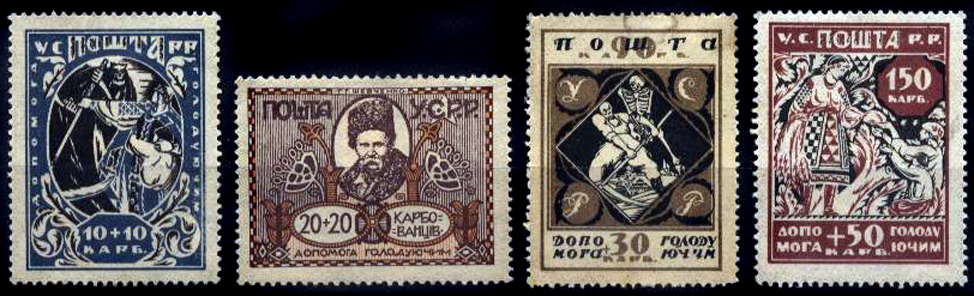
طوابع أوكرانية خلال فترة الاتحاد السوفيتي 1923

## منطقة كارباثو أوكرانيا
كانت كارباثو-أوكرانيا منطقة حكم ذاتي داخل تشيكوسلوفاكيا من أواخر عام 1938 إلى 15 مارس 1939.

## فترة الحرب العالمية الثانية
خلال الحرب العالمية الثانية كانت أوكرانيا محتلة من قبل ألمانيا. وقد استُخدمت الطوابع الألمانية في الفترة من 14 نوفمبر 1941 إلى 1943 مختوم عليها بختم أوكراني بأحرف صغيرة. وبعد التحرير، استُعملت الطوابع السوفيتية مرة أخرى.

## أوكرانيا المستقلة
في 16 يوليو 1990، اعتمد مجلس السوفيات الأعلى لجمهورية أوكرانيا الاشتراكية السوفياتية إعلان سيادة دولة أوكرانيا. وتلقى الفنان ألكسندر إيفاتشننكو من وزارة الاتصالات في اتحاد الجمهوريات الاشتراكية السوفياتية طلبًا من وزارة الاتصالات في اتحاد الجمهوريات الاشتراكية السوفياتية لإصدار طابع مخصص لهذا الحدث. عرض بعض الرسومات التي نوقشت في وزارة الاتصالات في اتحاد الجمهوريات الاشتراكية السوفياتية والمجلس الأعلى للجمهورية. في أحد الاختيارات الأولى كانت هناك صورة فتاة ترمز إلى أوكرانيا، وكانت ترتدي قميصًا وسترة وحافية القدمين. واقترحت، "حافية" في حذاء وتنورة حمراء. وأضيف في الإكليل شريط أزرق، مما أدى إلى تغيير خلفية العلامة التجارية الزرقاء إلى اللون الذهبي. كان النقش على الطابع هو "بريد اتحاد الجمهوريات الاشتراكية السوفياتية"، ولكن أثناء إعداد الرسومات للصحافة، تغير إلى "بريد اتحاد الجمهوريات الاشتراكية السوفياتية" التقليدي. ولقد بدأ تداول هذا الطابع البريدي في 10 يوليو 1991.
بعد انهيار الاتحاد السوفييتي في 26 ديسمبر 1991، أعلنت أوكرانيا استقلالها وصدرت أول طوابع بريد للجمهورية الجديدة في 1 مارس 1992.
في عام 1992 اصدر مكتب البريد الأوكراني مجموعة طوابع بريدية مختومة بختم فوق طوابع الاتحاد السوفيتي ذات تصميمات منمقة لاستخدامها في كييف ولفيف وتشرنيهيف. ولا يُعتقد أن الطوابع السوفيتية الأخرى المطبوع فوقها أختام بتصميمات مماثلة قد كانت صالحة بريديًا.
ومنذ عام 1992، صدرت مجموعة متنوعة من الطوابع التذكارية والنهائية.
ولقد تمكنت أوكرانيا المستقلة حديثًا من اختيار عملتها الخاصة، حيث صدرت عملات تجريبية من فئة 1 شاه و50 شاهيف ولكن لم تحصل الموافقة عليها. ولذلك، اعتمدت عملة الكوبيكا (копійка) كمصطلح نقدي للعملة الأوكرانية، على الرغم من المشاعر القومية التي تقول بأن الكوبيكا (وهو مصطلح مشتق من الكوبيكا الروسية) هو مصطلح روسي.

## العدوان الروسي والغزو الكامل
في عام 2014، أُعلنت جمهورية القرم وضمتها روسيا فيما بعد إليها. وتستعمل القرم الآن الطوابع البريدية الروسية.
أصدرت جمهورية دونيتسك الشعبية (غير المعترف بها والتي أعلنت عن استقلالها) أول طابع بريدي لها في عام 2015.
بعد الغزو الروسي لأوكرانيا في فبراير/شباط 2022، أصدرت أوكرانيا أول طابع بريدي يتعلق بالحرب، وهو طابع "السفينة الحربية الروسية، اذهب إلى الجحيم"، تخليدًا لذكرى لحظة تحدي الجنود الأوكرانيين للغزو الروسي في جزيرة الأفعى والرد على الطراد الروسي موسكفا. صدر ما مجموعه مليون طابع، 700,000 طابع لكل من الطوابع المحلية والدولية، وخصص 200,000 طابع لمناطق أوكرانيا التي تحتلها روسيا و100,000 طابع للبيع عبر الإنترنت.
منذ الغزو، أصدرت أوكرانيا طوابع بريدية لاحقة لتخليد ذكرى دفاع قواتها المسلحة وشعبها عن أوكرانيا، كما أشارت إلى لحظات رئيسية من الحرب، مما زاد من دعم جهود الدفاع عن أوكرانيا وخلق دعاية موجهة ضد روسيا.

في 2 سبتمبر 2024، اقترح البنك الوطني الأوكراني إعادة تسمية عملة الكوبيكا إلى اسم الشاه التاريخي كجزء من حملة إزالة الشوائب من اللغة الاوكرانية.